# Антоніс ван Дейк
Антоніс ван Дейк (нід. Anthonis van Dyck; 22 березня 1599 — 9 грудня 1641) — фламандський живописець, провідний придворний живописець в Англії. Ван Дейк є відомим майстром аристократичного й інтимного портрета, знаменитий своїми портретами членів королівської родини. Він також автор творів на біблійні й міфологічні теми, майстер графіки та гравюри.

## Походження
Антоніс походить з заможної родини, що мешкала у Антверпені, одному з найбільших міст Західної Європи. Батько торгував шовком. Мати доглядала за дітьми. Антоніс сьома дитина в родині. Христини відбулися в кафедральному соборі міста.
Ван Дейк з дитинства говорив фламандською, італійською, англійською, іспанською.

## Талант

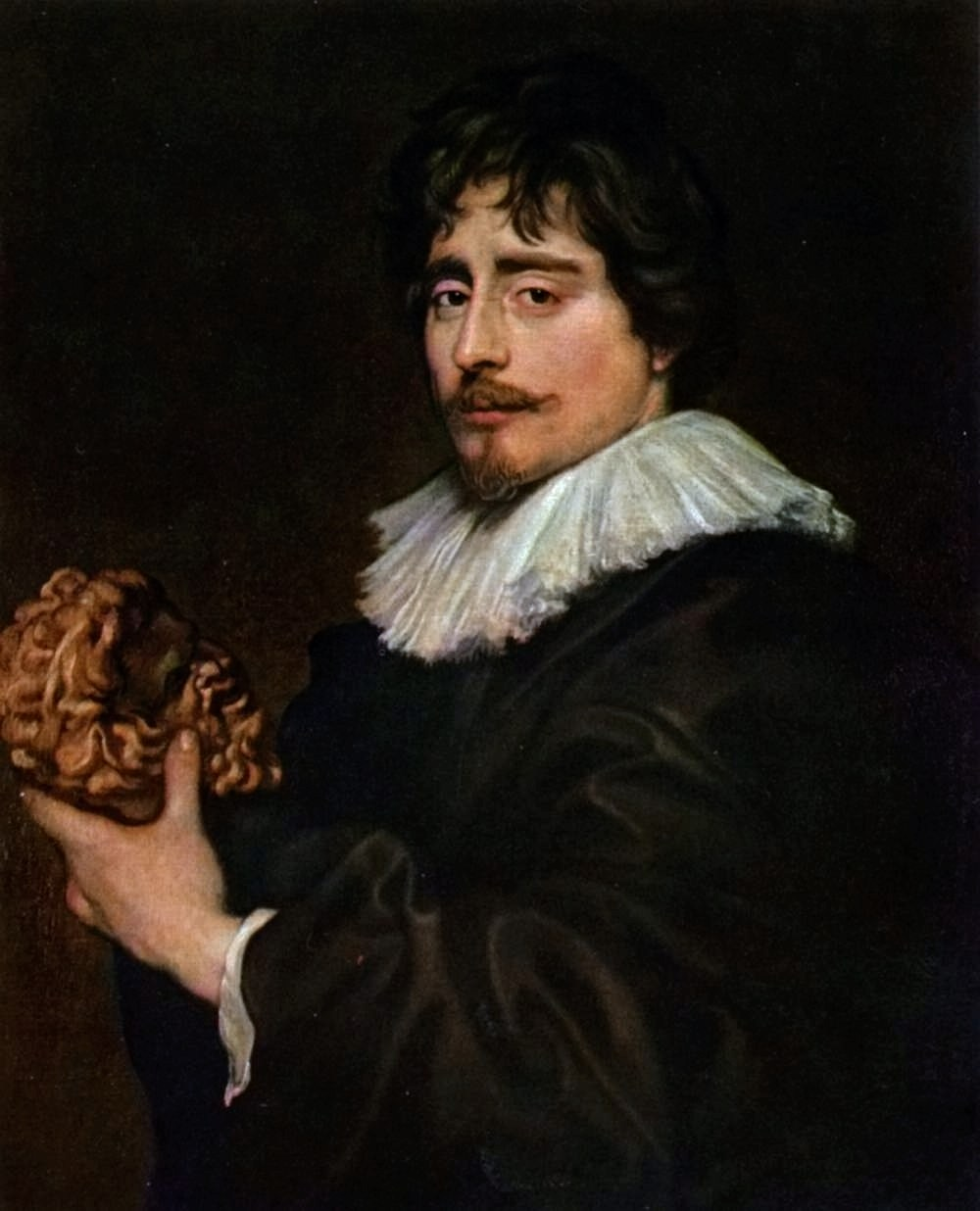
Франсуа Дюкенуа, портрет пензля Антоніса Ван Дейка, Брюссель

Мати Антоніса померла у 1607 році. Батько був заможною людиною. Тому віддав дочок у пансіон, а молодшого пристроїв в майстерню живописця. Його перший вчитель, Гендрік ван Бален (1575—1632), був у Італії, товаришував з учнем самого Тіціана — Пальмою іль Джоване, це як тепер диплом на професійність, тільки талант роздають не за дипломом.
Про здібного хлопця пішли чутки. Його віднайшов Ян Брейгель (син відомого Пітера Брейгеля). Він розповість про Антоніса Рубенсу і той візьме Антоніса до своєї майстерні. Рубенс мав багато замовлень, поспішав з роботами. Квіти на його картинах виконували одні, пейзажі-другі, тварин малювали треті — отже, завдань вистачало усім.
Здібний Антоніс вже в 14–15 років отримував складні завдання. А в малюванні фігур та облич дорівнював Рубенсу. Обличчя настільки вдавалися юнаку, що все йшло до того, щоби той став портретистом.
Рубенс теж писав портрети. І там, де були потрібні пишність та велич, Рубенсу все вдавалося («Кінний портрет герцога Лерми», 1603, «Портрет Амброджо Спіноли» 1620, Брауншвейг, «Портрет Томаса Арундела» музей Гарднер, США). Якщо подивитися на «Портрет інфанти Ізабелли» (бл.1609), то відразу побачиш перли, піну мережива, дорогу сукню. І серед усього цього товсте обличчя дочки іспанського короля. Це портрет сукні та високого суспільного щаблю, а не привабливої особи.
Вдалими у Рубенса ставали лише ті портрети, коли він добре знав персону і коли не було потреби лестити («Автопортрет з першою дружиною Ізабеллою Брант» бл.1609, Мюнхен, «Портрет камерістки», Петербург).

«Ізабелла Брант», перша дружина П. П. Рубенса. США

Рубенс теж розгледів в учні могутні здібності — і могутнього конкурента. Надалі він триматиме Ван Дейка подалі від себе. Розділять вони і сфери впливу. Рубенс буде займатись декором церков, міфологічними та релігійними картинами. Ван Дейк стане портретистом і лише іноді писатиме релігійні та міфологічні картини, що не дуже йому вдавалися. Але Рубенс мимоволі віддавав належне генію Ван Дейка. І навіть доручив йому написати портрет своєї першої дружини (1621, Вашингтон, Національна галерея). Малювати Ізабеллу Брант Ван Дейку було легко: вони були знайомі. На портреті вона привітна, приваблива, доброзичлива і гостинна хазяйка палацу Рубенса. Навіть розкішне вбрання не маскує привабливість особи. Порівняння ранішнього портрета Ізабели пензля Рубенса (Берлін) і твору Ван Дейка (Вашингтон) іде на користь твору Ван Дейка.
В останньому переліку майна Рубенса віднайдено одинадцять картин пензля Ван Дейка. Невдалих творів Рубенс не збирав.

## Шпигунське донесення
Англійці приїздили в Антверпен і придивлялись до всього. Адже корисним може бути як купівля майна, так і вербування майстра. Впав їм у око і Ван Дейк. Граф Арундель в Лондоні отримав листа від свого шпигуна, датованого 17 липня 1620 року. Той пише: «Ван Дейк все ще мешкає в палаці Рубенса. А його картини починають цінувати так, як і твори самого вчителя. Він молода особа 21 року, син досить заможних батьків. Тому зараз його надзвичайно важко перехопити для нас …»
Англійці врешті-решт перехоплять Ван Дейка і він приїде у Лондон. А портрети графа Арундела намалюють і Рубенс, і Ван Дейк, тільки в різні роки.

## Особа Ван Дейка
Мав свого історіографа і Ван Дейк. Італієць Джованні Беллорі (1613—1696) напише першу біографію Ван Дейка, котрий жив і працював у Генуї. У Беллорі читаємо: «Його молодість йшла напару з амбітністю. Якщо довіряти автопортретам, то він красень і денді. А яку душу сховав він за оболонкою, сказати не вдасться.»
Мемуари довели, що Антоніс був невеличким на зріст, утаємниченим і амбітним. Він запам'ятався як людина самотня, що не мала друзів. Тим не менше Антоніс полюбляв веселощі, марноту придворного способу життя, великі гроші, мав екіпажі та слуг, не цурався коханок. На автопортретах він без сорому робив себе вищим на зріст, елегантним і витонченим. Хоча було звісно, що він працював тижнями, наче кінь, і за декілька днів встигав завершити новий портрет чи велику картину …Це вдається не кожному.

## Італійський період Ван Дейка
Після недовгого перебування у Англії, Ван Дейк їде в Італію. Фландрія була пов'язана торговельними справами з генуезцями. Тому Ван Дейк оселився в Генуезькій республіці, хоча працював у Венеції, Мантуї, Турині, один рік перебував у Сицилії. Генуя була республікою лише за назвою, а правили багатії та аристократія. Саме вони і були замовниками портретів Ван Дейка .
В Генуї довго не було своєї школи живопису на відміну від Венеції чи Феррари. Дефіцит великих майстрів і уславлених портретистів Ван Дейк закрив у місті на декілька років. Майстерність Ван Дейка просто розквітла в Італії. Ще у Римі він малює портрет кардинала Гвідо Бентівольо (палаццо Пітті, Флоренція). Дипломат і вчений, Бентівольо не приваблює ні зовнішністю, ні ефектним та пустим жестом. Стриманий, мужній і тямущий вчений сидить спокійно і вільно. Щось відволікло його від документа, що в руці. Здається, що йому притаманні всі переваги статі і високого суспільного стану — жодних недоліків. Звичайно ж, це був комплімент від художника, але комплімент приємний.
Комплімент стане притаманним усім портретам Ван Дейка в Італії і по за Італією. І це знижує його образи. Та винний в цьому не тільки Ван Дейк. Адже всі портретовані не могли бути і розумними, і щирими, і натхненими, і уособленням переваг. І майстер дарував їм трохи переваг, елегантності, невимушеності. Далі-більше і більше …Кого тільки він не малював: шляхетні сеньйори та кавалери, пихаті старигани, матері з дітьми, молоді пустунки, матрони в розкішному одязі.
Тим не менше ефектних та репрезентовних портретів створено багато. І вони збагатили спочатку палаци у Генуї, а потім музеї у світі («Катаріна Дураццо», «маркіза Бальбіані», Метрополітен-музей, «Джероніма Спінола-Доріа», Париж, «Паоліна Адорно», Вашингтон).

## Методи праці

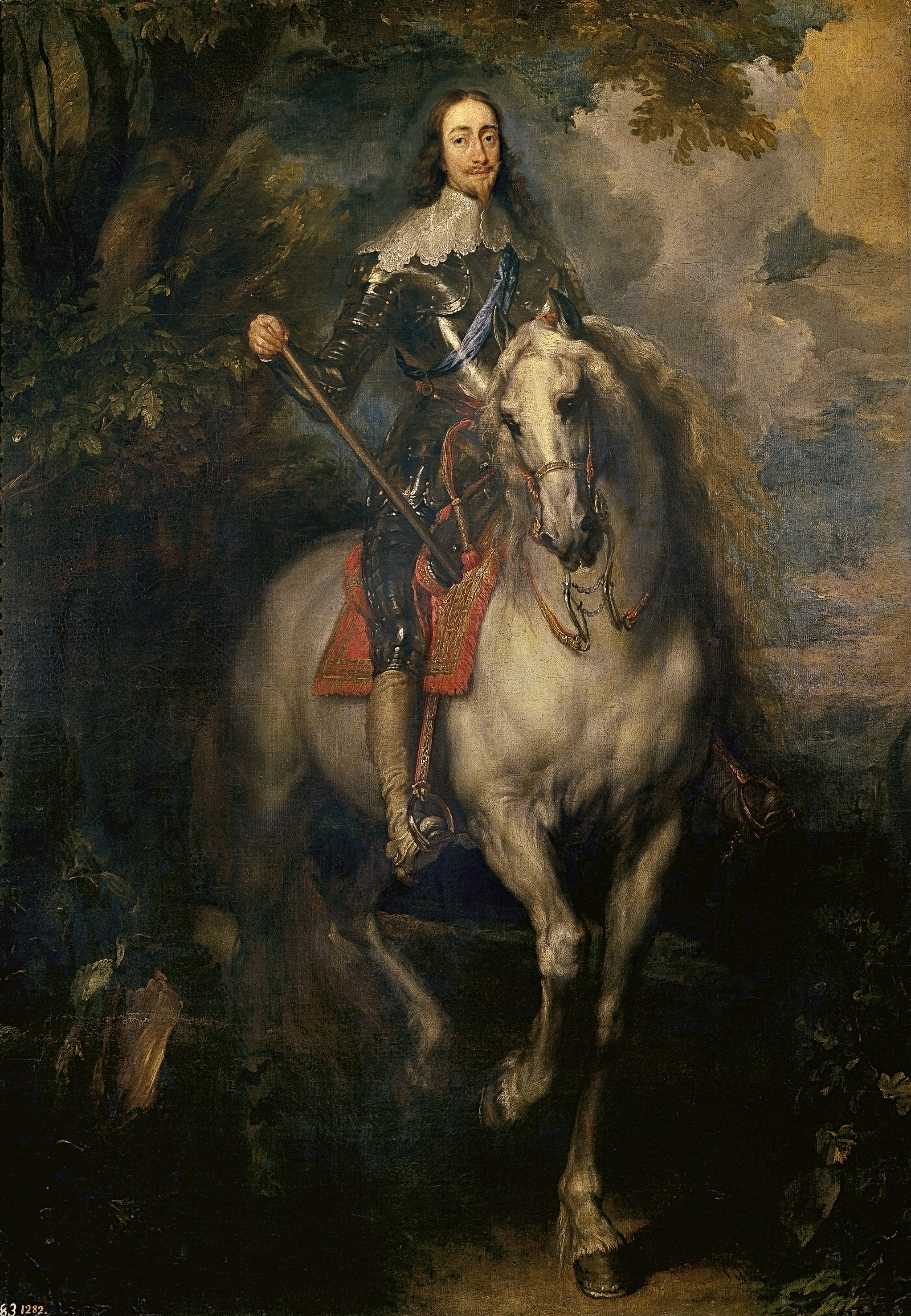
Антоніс ван Дейк. «Кінний портрет Карла I», 1635—1640

Про метод розповів замовник Ван Дейка Еберхард Ябах, а записав Роже де Піль: «Впродовж дня клієнти приходили на позування лише на одну годину. Початок і закінчення тої години відбивали дзвоники годинника. Ван Дейк робив на папері детальний малюнок обличчя та пози пастелями та графітом. Його переносили на полотно. П'ять або шість помічників малювали одяг, руки і тло. Аби виходило достовірно, садовили чи ставили натурщиків, жінок чи чоловіків. На другий (і останній сеанс позування) Ван Дейк особисто правив недоліки, допрацьовував обличчя і те, що зробили помічники.» Портрет був готовий.
Подібне пише й історіграф Беллорі: «Працював він багато і без перерви. В дні створення портрету, починав вдосвіта. Аби не гаяти час, навіть обідав разом з замовником, не відходячи від полотна. Вельможні дами і кавалери йшли позувати із задоволенням, бо в домі було вдосталь веселощів і розваг. Поївши, майстер брався за інший портрет, а закінчував, коли підсихали фарби. Коли писав історичні сюжети, обов'язково планував, скільки може зробити за день. І лише виконавши план, відкладав пензлі».

## Майстер офорту. «Іконографія Ван Дейка»
Був період, коли йому було так погано, що він написав заповіт (після смерті батька та обирання трьома сестрами долі чорниць). Від стресів лікувала робота. Тоді Антоніс і напланував зробити портрети своїх видатних співвітчизників. Писати олійними фарбами здалося довгим навіть Ван Дейку. І він звернувся до офортів і інших технік гравюр.
До переліку обраних потрапили художники, поети, державні діячи, музиканти. Витвір отримав назву «Іконографія Ван Дейка», а кількість аркушів — ста дев'яноста. Не всі офорти зробив власноруч Ван Дейк, їх допрацьовували інші гравери. Але ті, що зробив Ван Дейк, увійшли у золоту скарбницю офортів Західної Європи (гравер Лукас Форстерманс Старий, художники Ян Снеллінкс і Йоост де Момпер Молодший та інші)."Іконографія Ван Дейка" була оприлюднена у 1636–1641 роках в місті Антверпен. Пізніше мідні дошки серії придбали для музею Лувр.

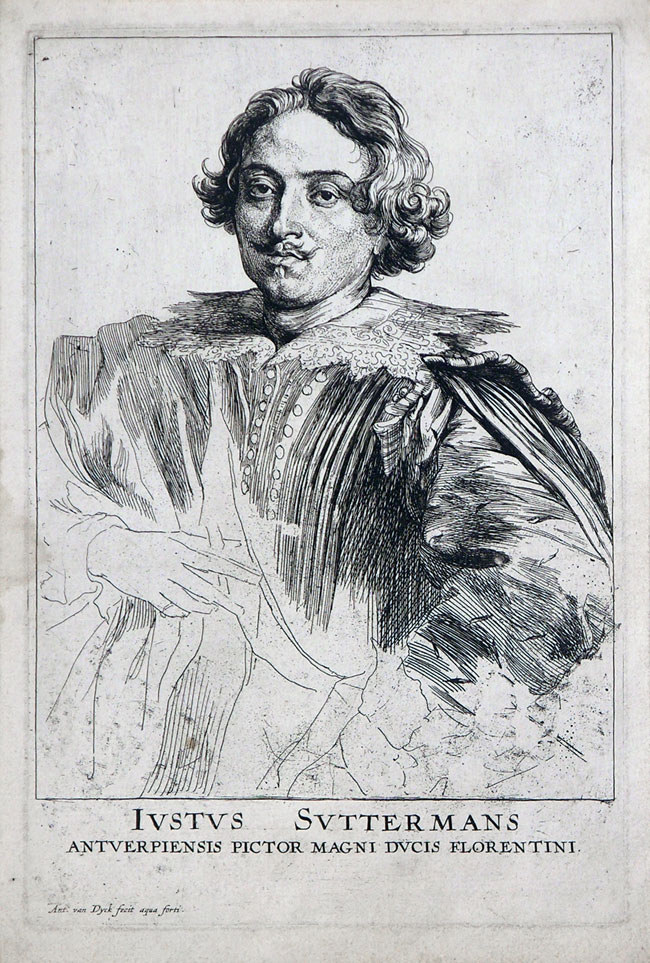
Юстус Сустерманс, художник
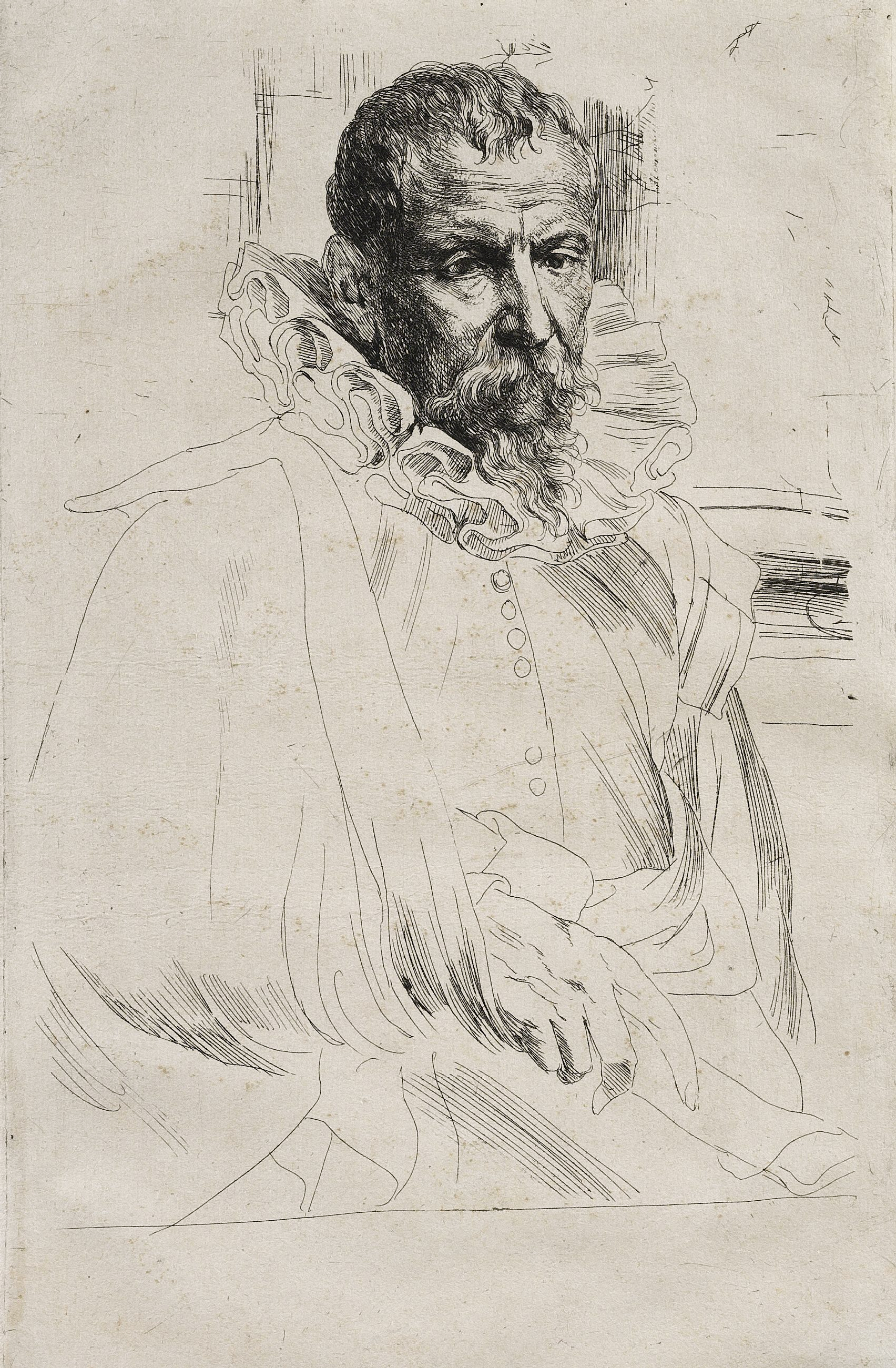
Пітер Брейгель Молодший
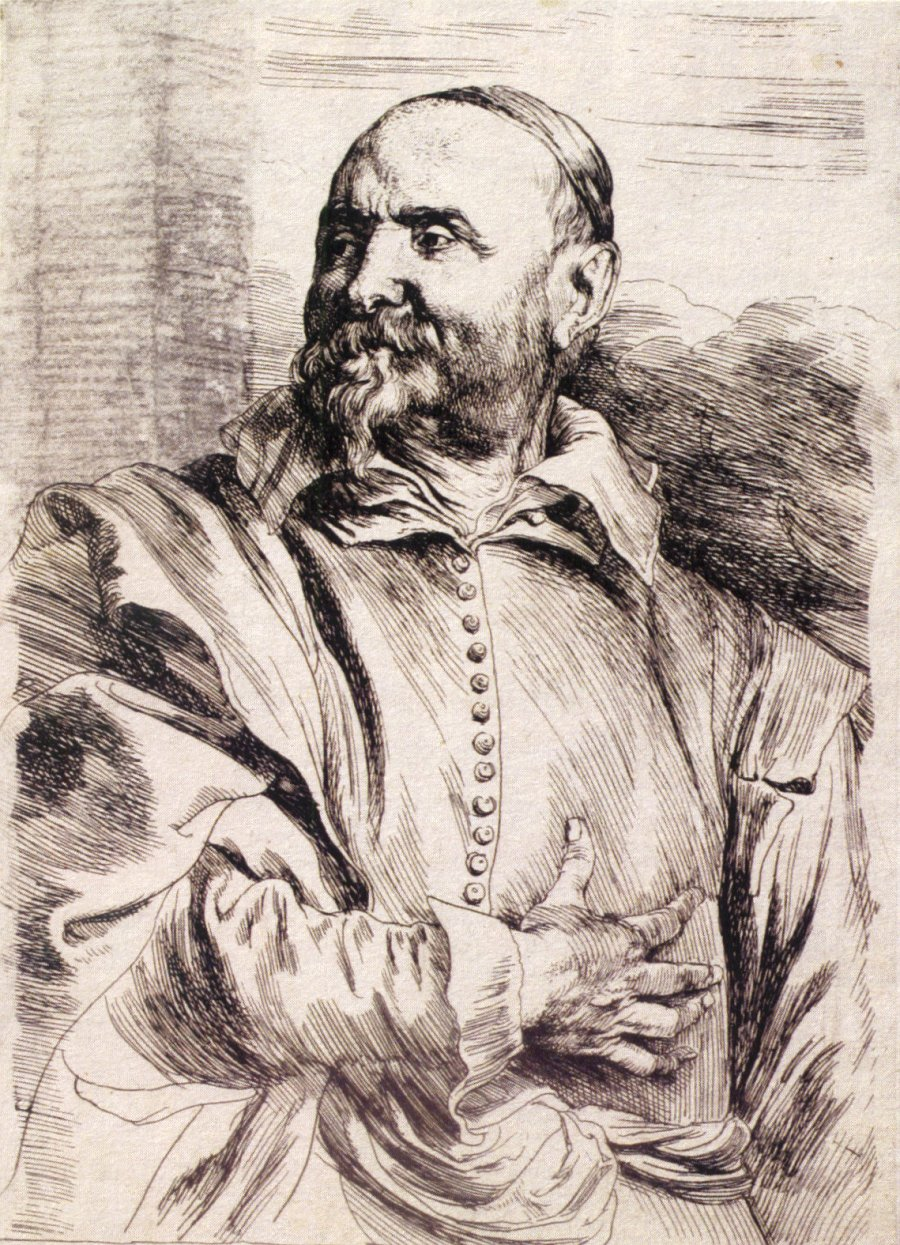
Ян Снеллінкс
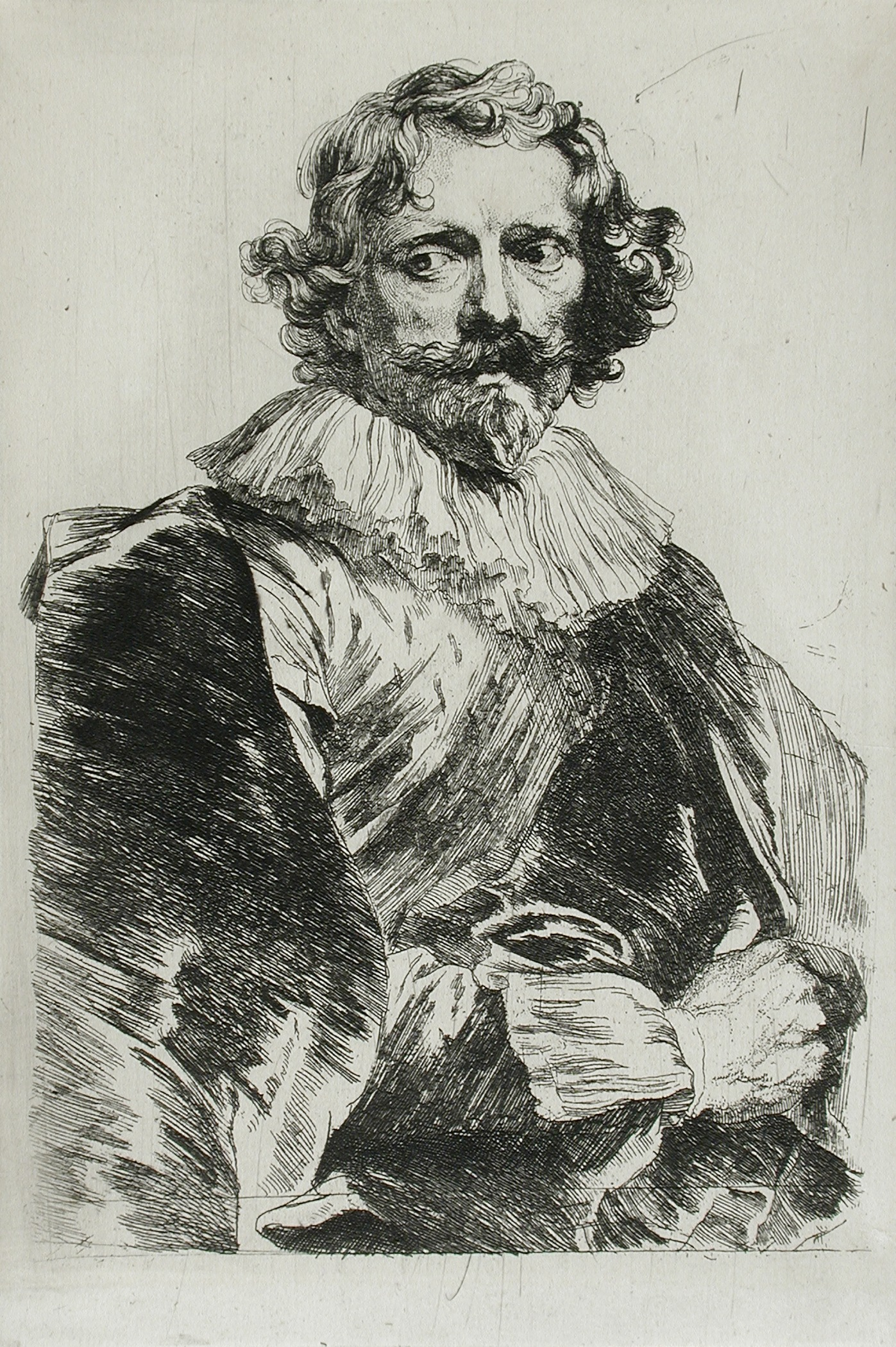
Лукас Ворстерманс
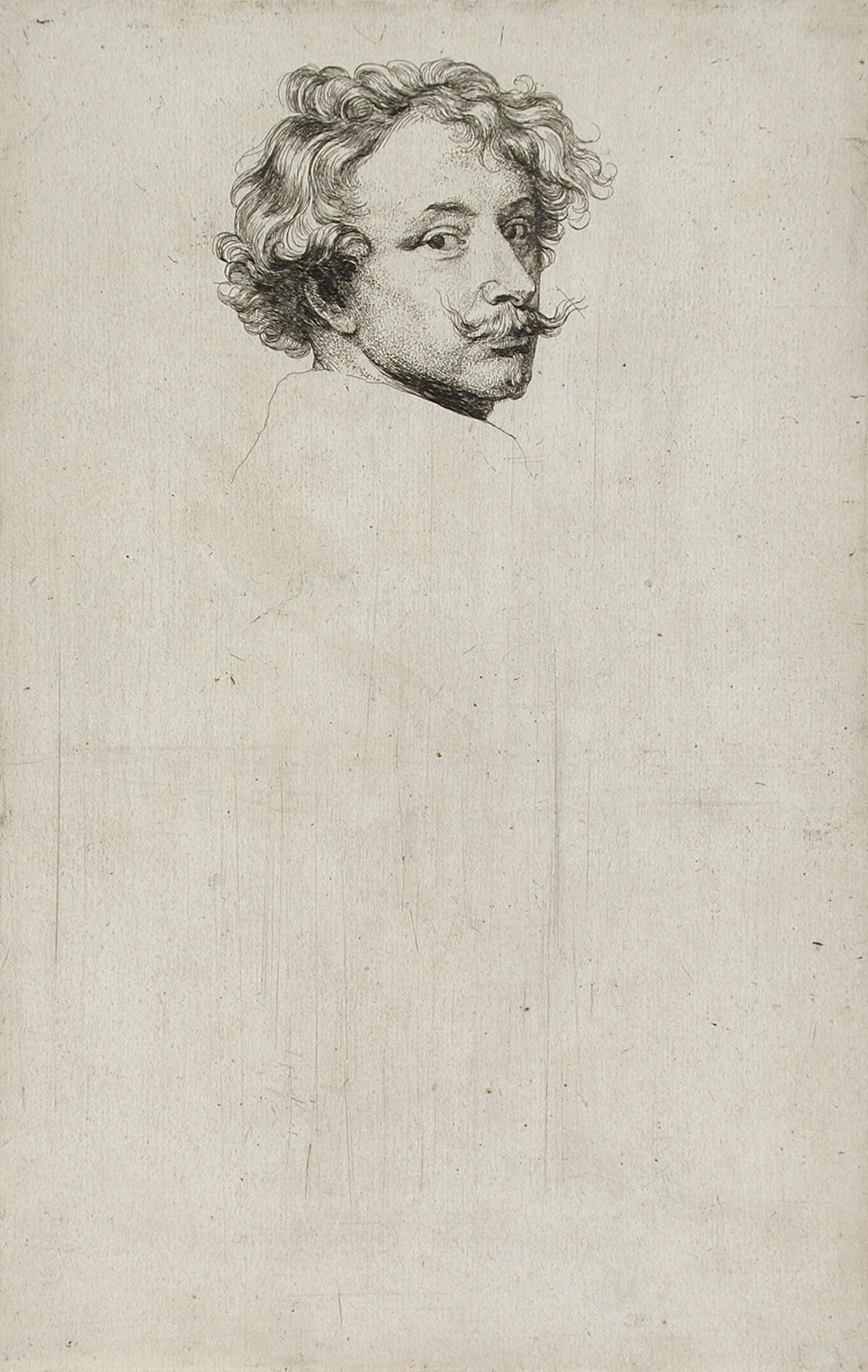
Самопортрет

## Роки у Лондоні

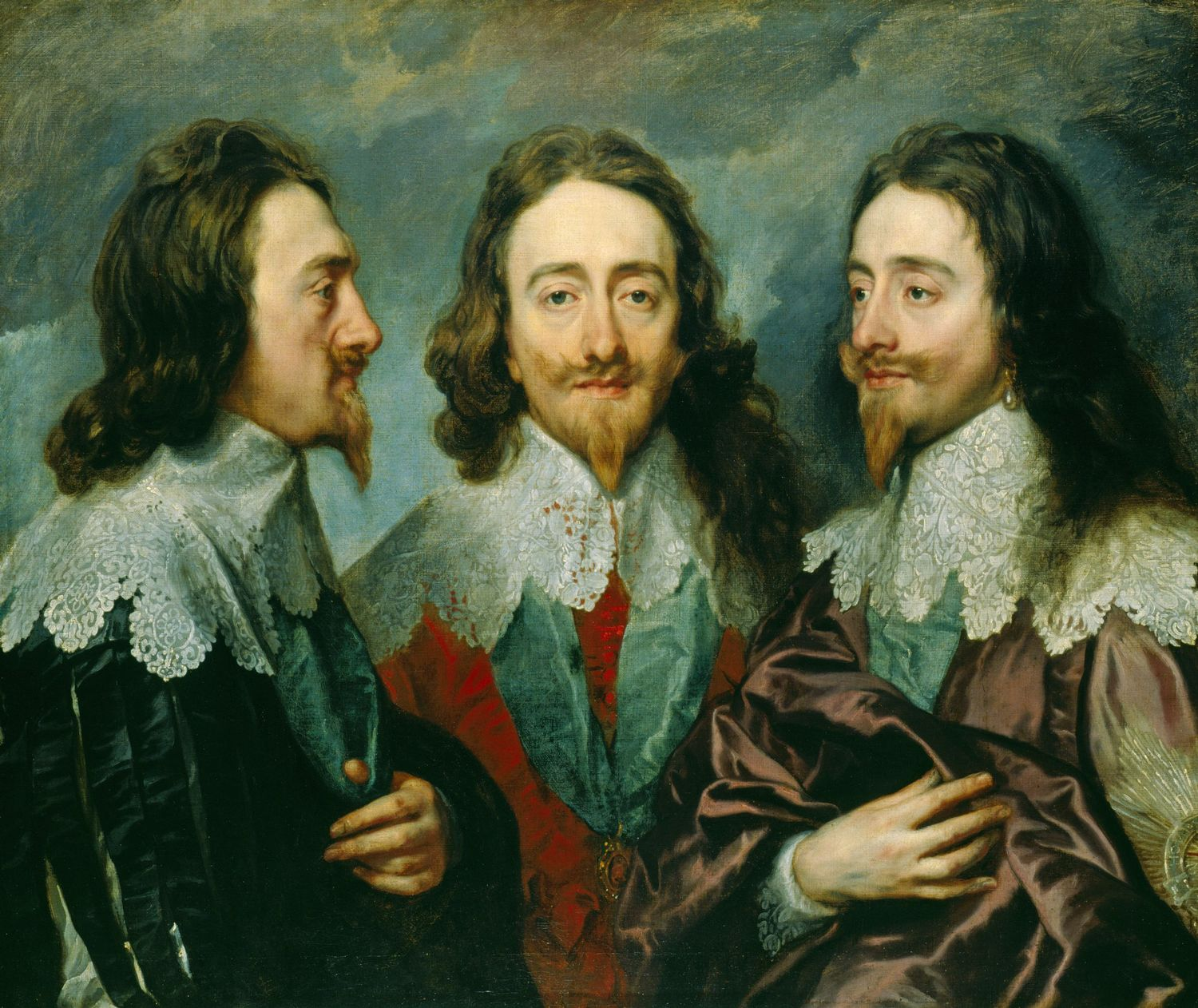
Антоніс Ван Дейк Потрійний портрет Карла I для створення погруддя Берніні

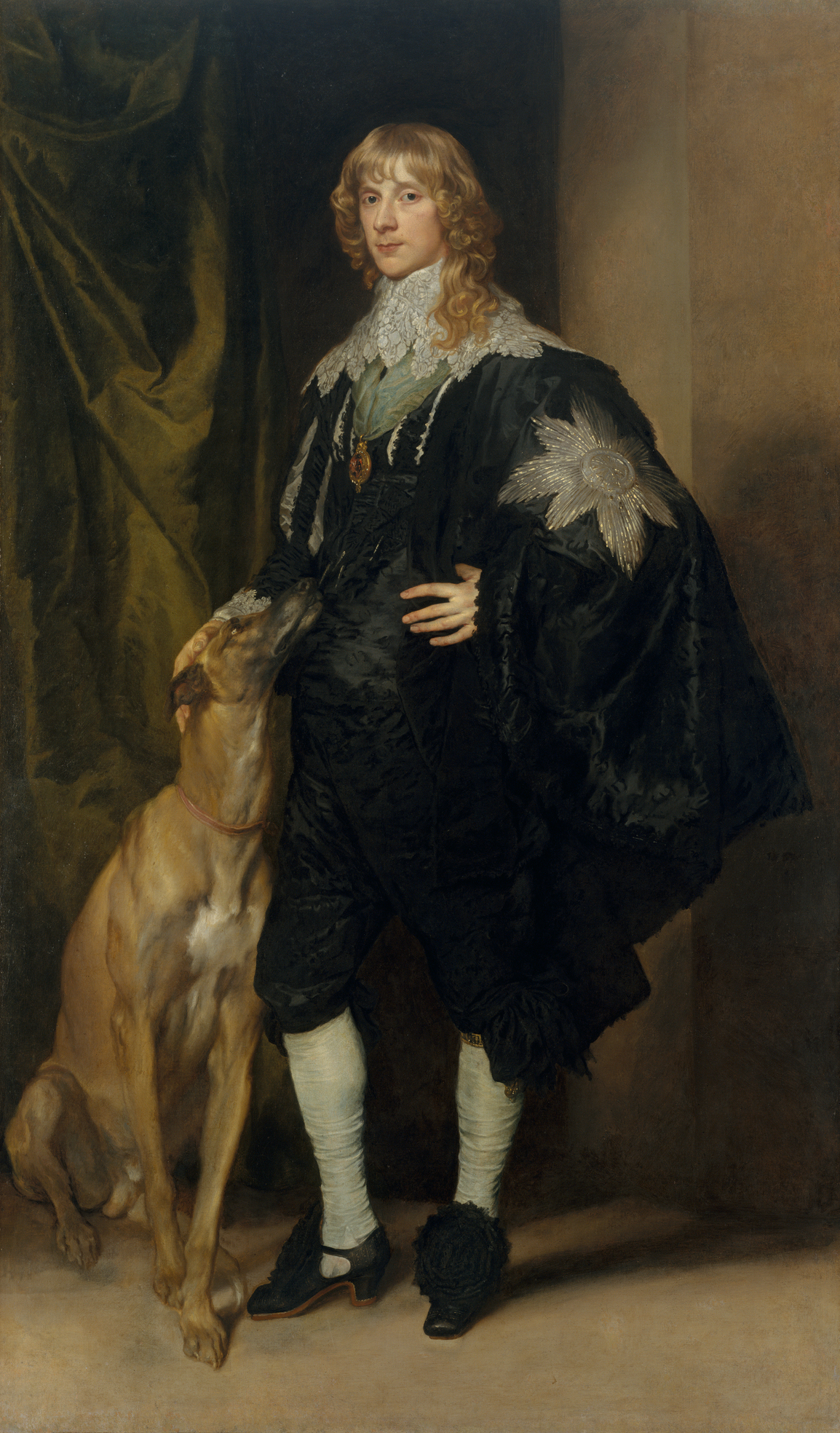
Антоніс ван Дейк. «Портрет Джеймса Стюарта», бл. 1637 р.

В Лондоні він обслуговує короля і королівський двір. До будинку, де оселили художника, прибудували приміщення з ходом. І король мав змогу приходити, коли заманеться і зникати по англійськи. Ван Дейк малював портрети короля і родини, дітей короля, майже всю лондонську верхівку. Тільки портретів короля нарахували одинадцять, і всі різні за композицією. Але король завжди елегантний, стрункий і величний («Король Карл | на полюванні», Лувр, Париж).
Ван Дейк виробив свій шаблон і постійно варіював його. Порівняння портретів Роберта Річа і Томаса Челонера доводить це швидко: подібні і поза, і поворот голови, і сам погляд. Варіації починаються одразу: у розмірах полотна, в жестах рук, в одязі, в наяності чи відсутності зброї, порожнім або заповненим тлом. І дивитись не набридає.
Досить приємно дивитись на портрети дітей. Якось забуваєш, що то міс Амалія чи принцеса Доротея(«Портрет Філадельфії та Елізабет Уортон», Петербург, "Діти короля Карла|", Якутськ). Здається, що лестощі і компліменти набридали і терплячому Ван Дейку. Він міг написати розкішний одяг, та не хотів додавати розуму дурепі, а здоров'я — хворій пані. І не робив цього («Подвійний портрет придворних дам Анни Далькіт та Анни Керк», Петербург).
Підрахували, що в Лондоні Ван Дейк намалював 350 портретів. Король зробив його лицарем (дворянином), він отримав особливу платню і став «головним і постійним художником Його Величності».

## Одруження
Ван Дейк одружився у 40. Довелося розірвати багаторічний зв'язок з коханкою Маргарет Лемон. Залишився портрет Маргарет (у королівському зібранні). Виявляється, що Антоніс втомився від стосунків і пожалкував для Маргарет ефектної пози, розкішної сукні, не зробив на тлі завіси чи фасаду палацу. Хоча Лемон була моделлю для багатьох фігур в картинах майстра, а їх зв'язок не був коротким.
Антоніс побрався з Мері Ратвен, фрейліною королеви Англії. Далися взнаки перевтоми весільних свят та надмірної праці. Ван Дейк хворів. Великою спокусою стала і звістка від короля Іспанії стати головним художником Антверпена (що належав тоді Іспанії). Не вийшло.
Замість спочинку і лікування Антоніс поїхав до Парижу намагаючись отримати багате замовлення. Замовлення передали іншому. Зовсім хворий Ван Дейк повернувся у Лондон до вагітної дружини. Заметушився навіть король, але хворому не ставало краще.
Збереглися плітки того часу. Начебто Ван Дейк наполегливо займався алхімією в безсилому бажанні перетворити малоцінні речі на золото — і отруївся.

## Смерть
Ні ліки, ні лікарі не допомагали. Дружина народила дочку 4 грудня 1641 року, а смерть прийшла до Ван Дейка 9 грудня.

## Посмертна слава
Слава Ван Дейка не зменшувалася з роками і століттями. Когось забували і відкривали наново. Але Дейка почали цінувати після смерті. Ну там крутилося багато грошей за нерозголошення його ім'я. І саме цей вчитель Ян Брейгель продав його портрети за 10.000 м дол. Забулися імена замовниць і замовників Антоніса. В музейних залах досі висять портрети з дивними підписами «Дама з дитиною», «Шляхетний пан зі спадкоємицею». Ім'я Ван Дейка відоме, прізвищ замовників ніхто не знає.
Бережуть і самі портрети. Автентичні портрети Антоніса на тонких дошках. З роками дошки зіпсувалися. Аби вберегти портрети, дошки зістругують, а тонкий шар вандейкового живопису переносять на нове полотно та вкривають лаком. Бо це дарує творам нове життя.
Ван Дейк — постійна фігура енциклопедій. Друкують багато альбомів з його творами. Ім'я Ван Дейка носить кратер на планеті Меркурій.

## Окремі роботи
Докладніше:
- Портрет невідомої з віолою да гамба
- Портрет однорукого художника Мартина Рейкарта
- П'яний Сілен
- Лютнист Жак Гот'є

## Країни, де зберігають твори Ван Дейка
- Бельгія
- Велика Британія
- Іспанія
- Італія
- Князівство Ліхтенштейн
- Німеччина
- Росія
- Україна
- США

## Галерея

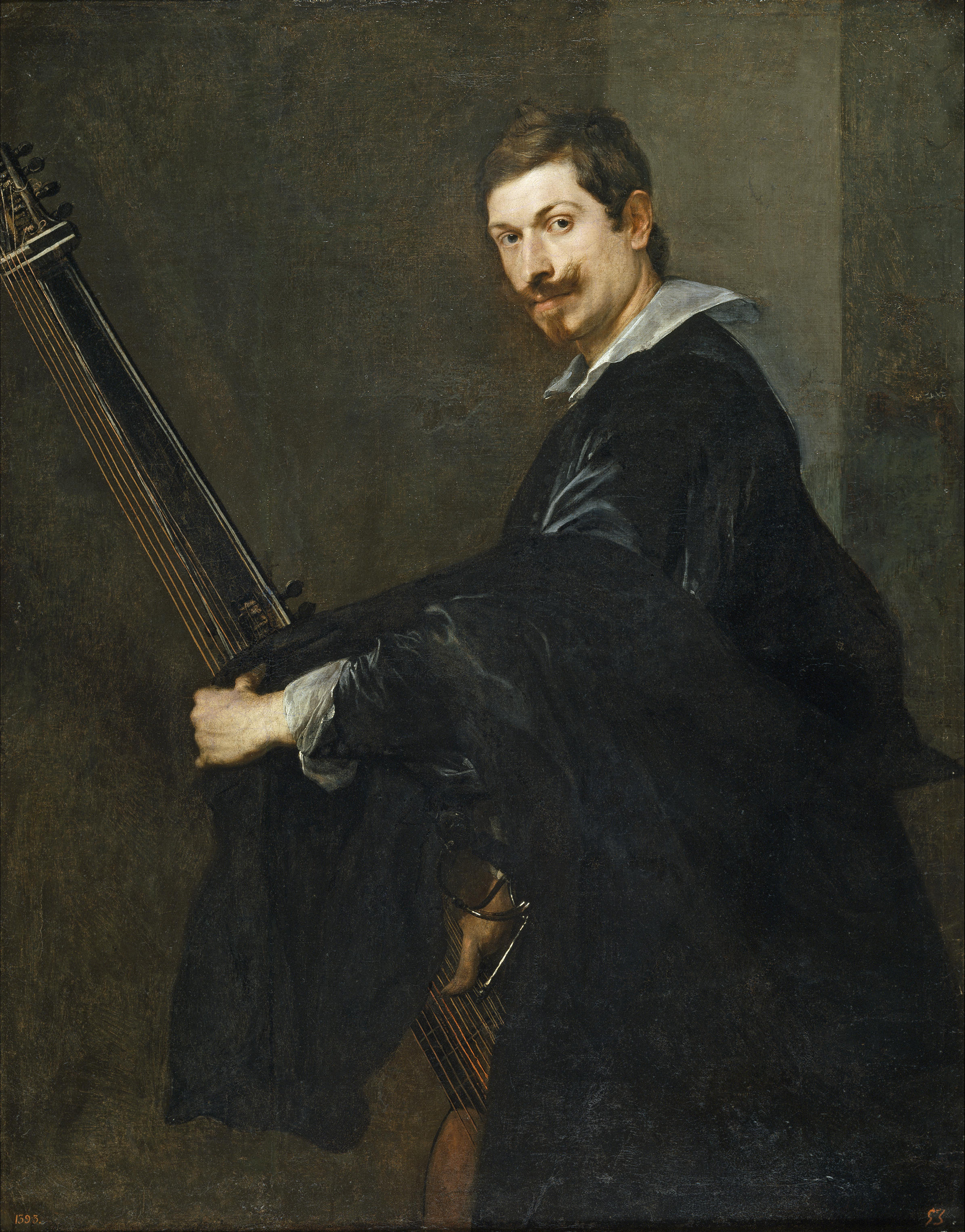
«Лютнист Жак Готьє», бл. 1632, Прадо, Мадрид
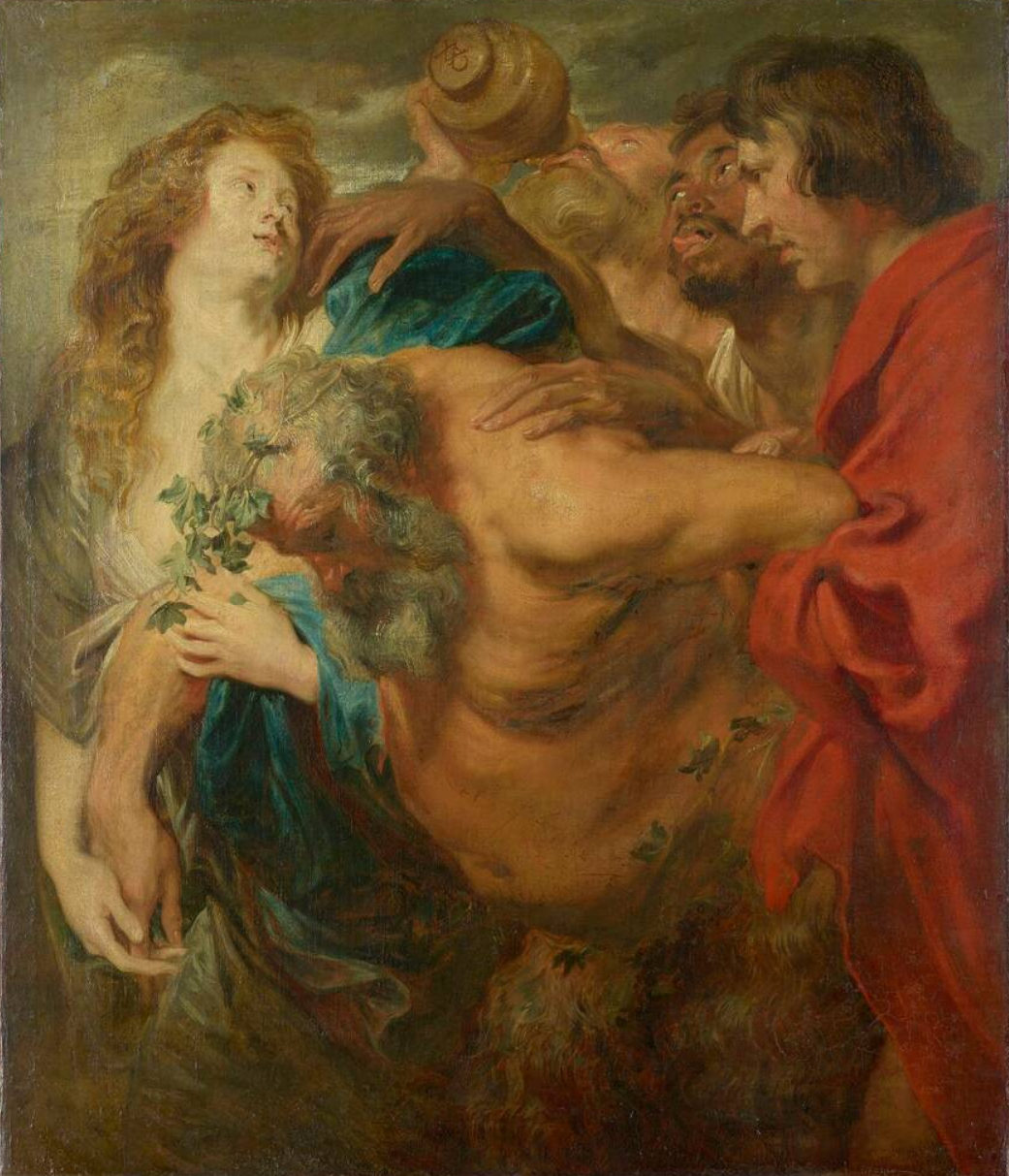
«П'яний Сілен»
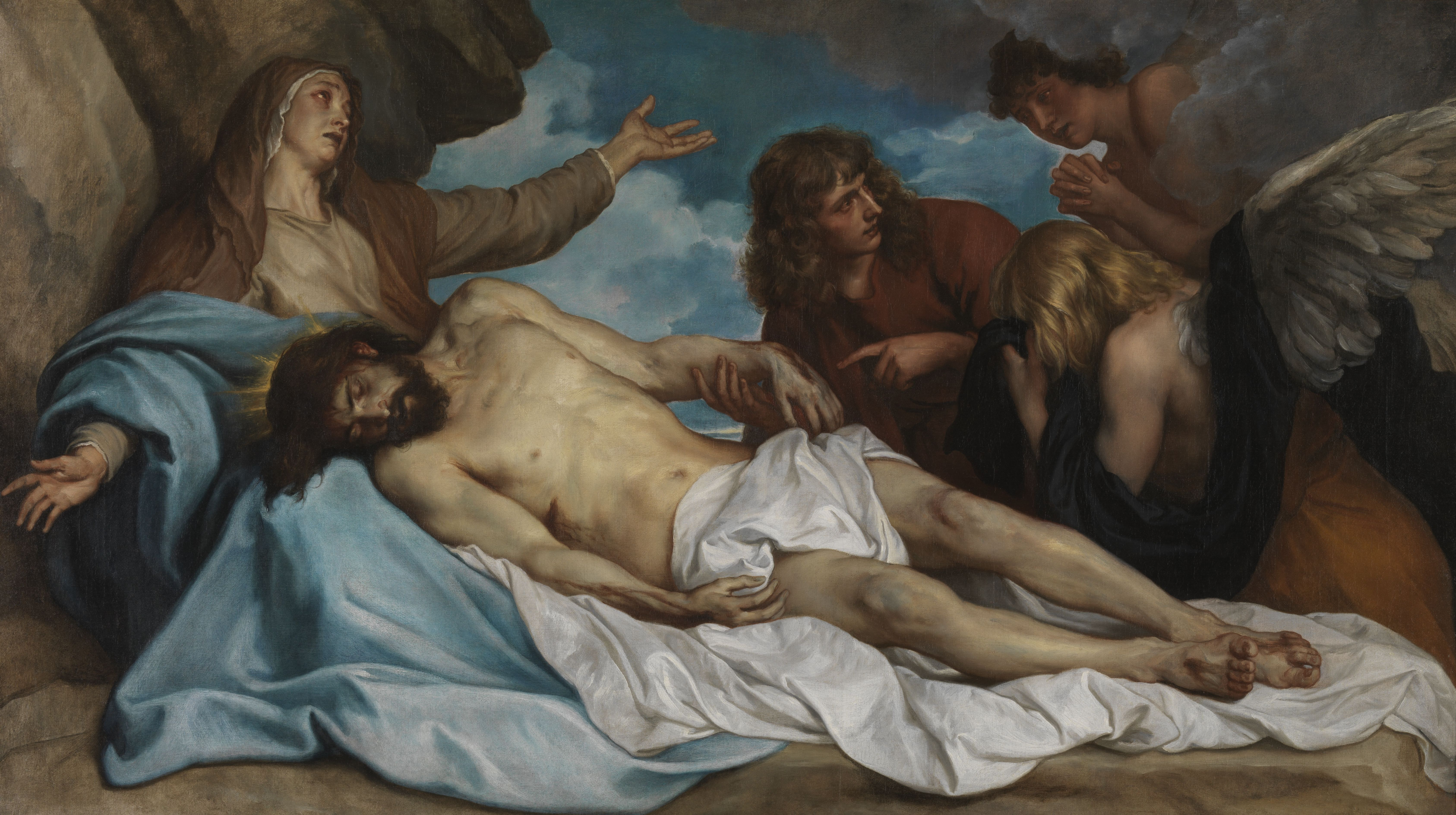
«Оплакування Христа»
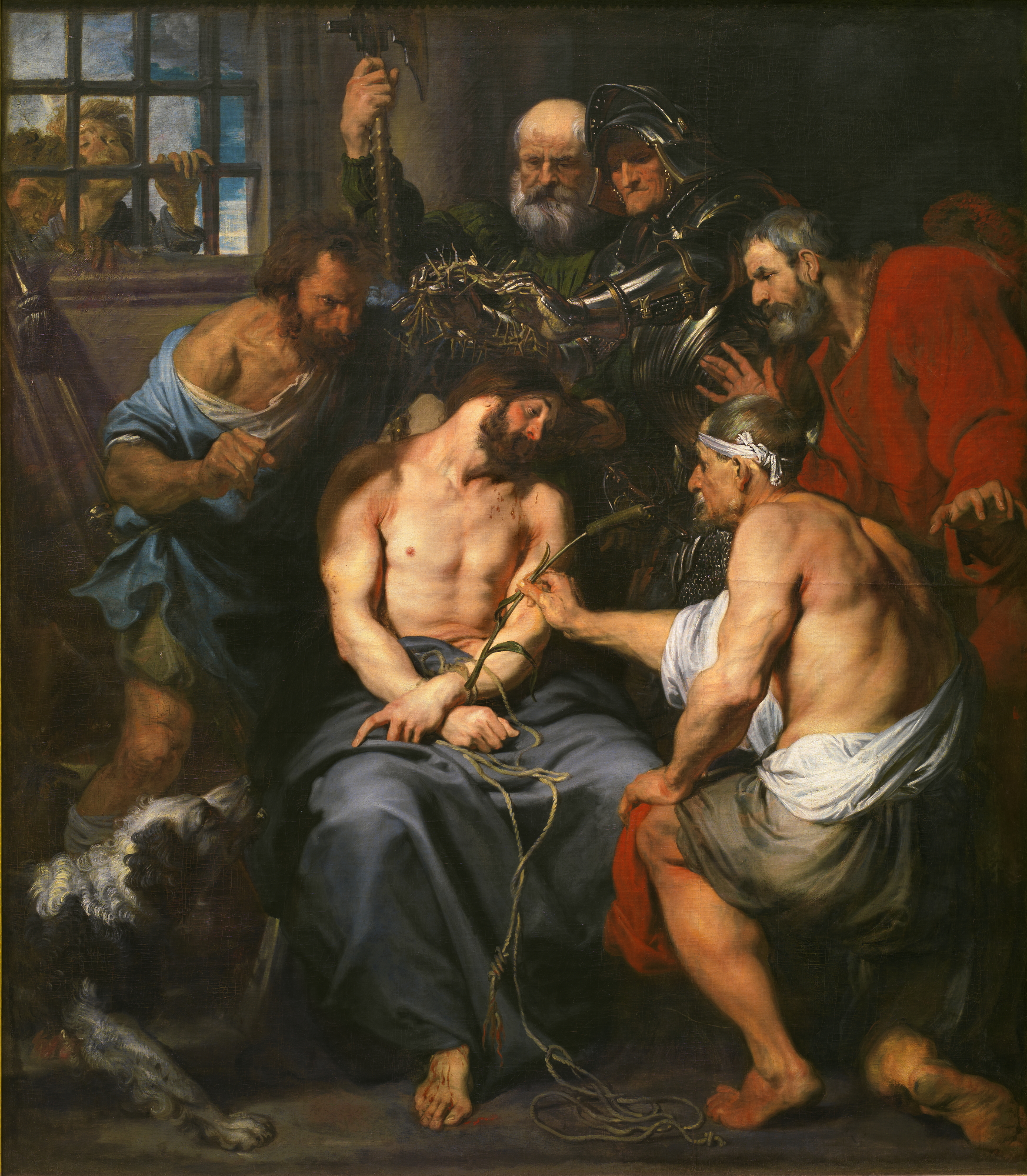
«Христа коронують терновим вінцем»
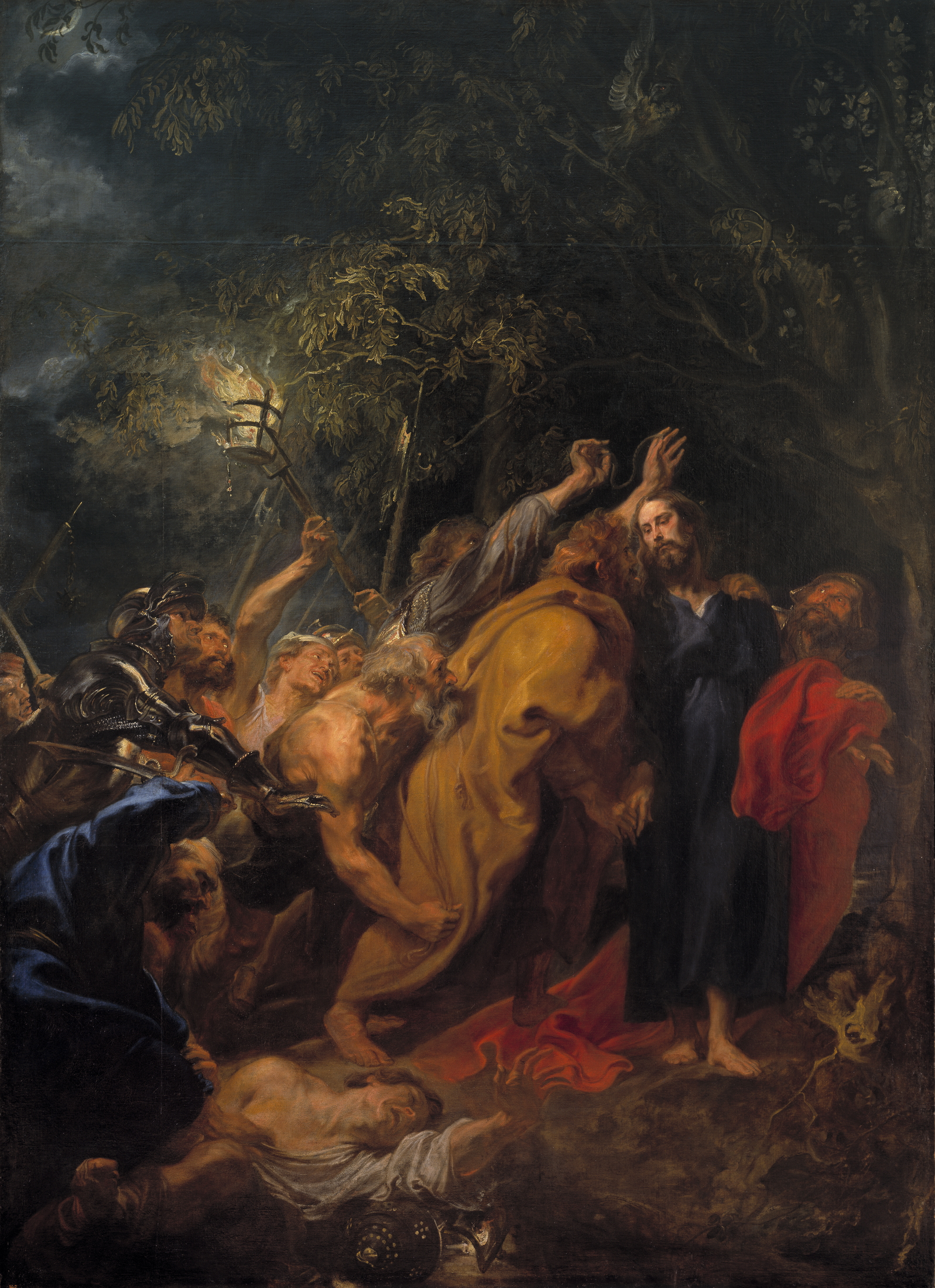
«Поцілунок Юди»
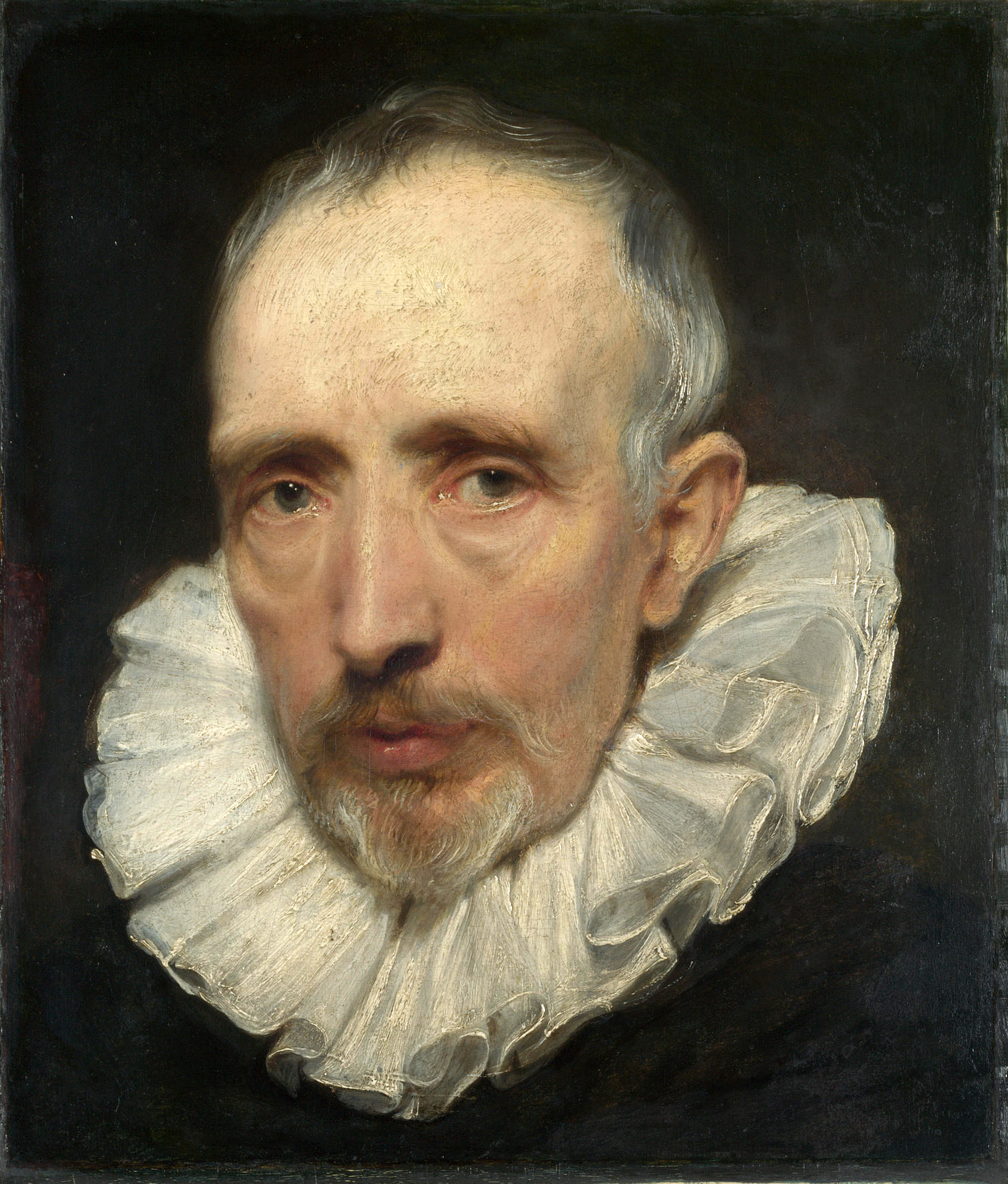
«Корнеліс ван дер Гест»
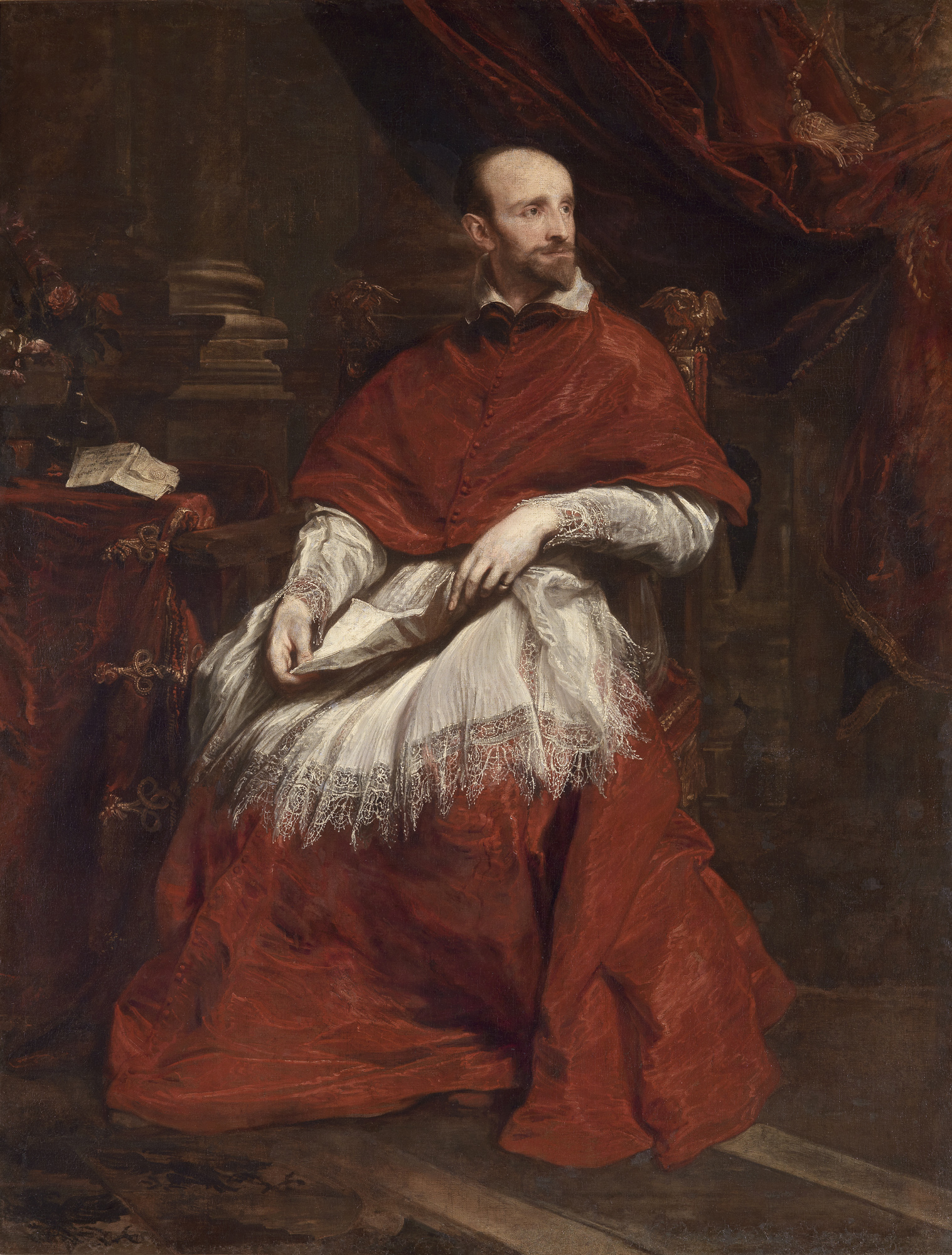
Кардинад Гвідо Бентівольйо
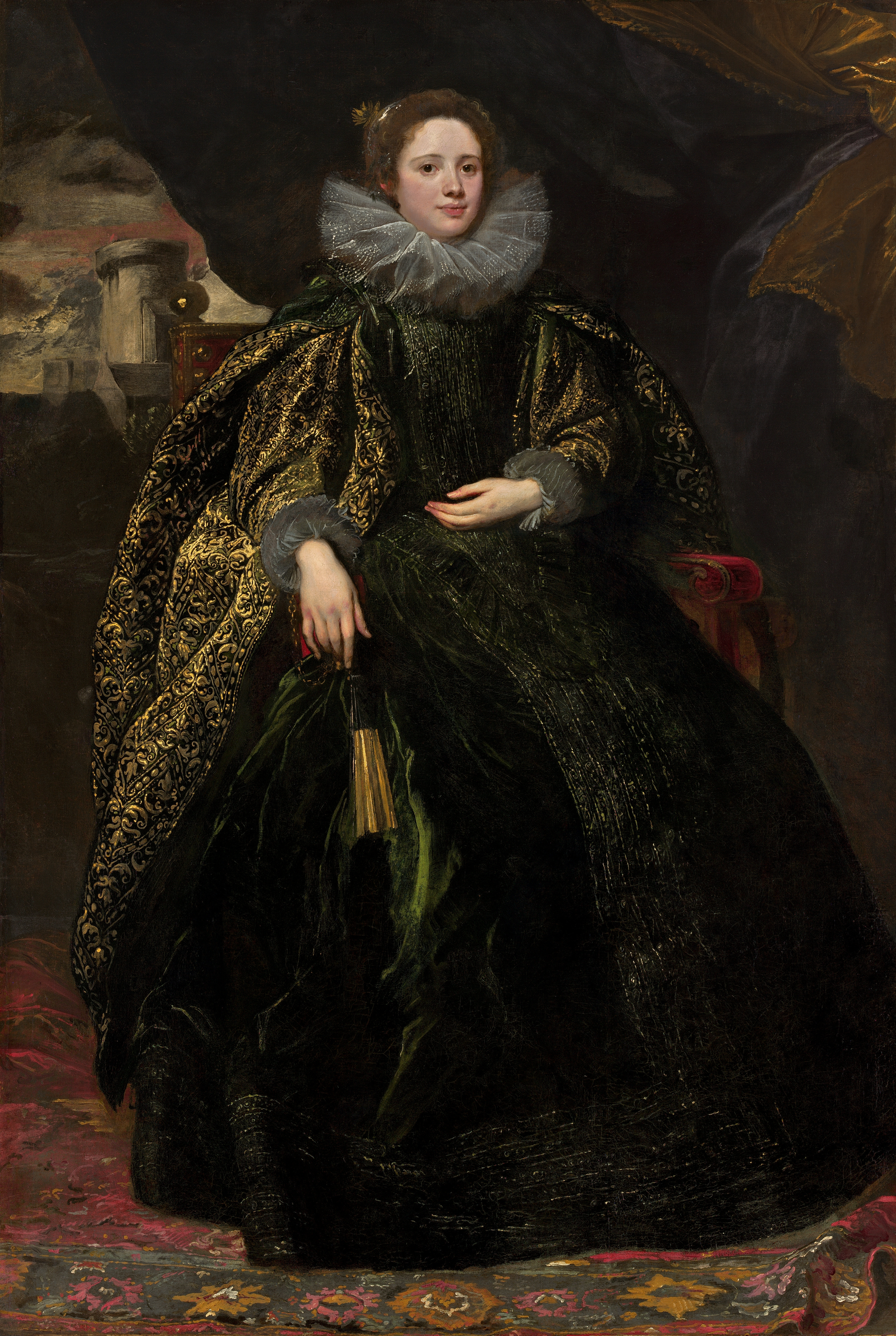
«Маркіза Бальбі»
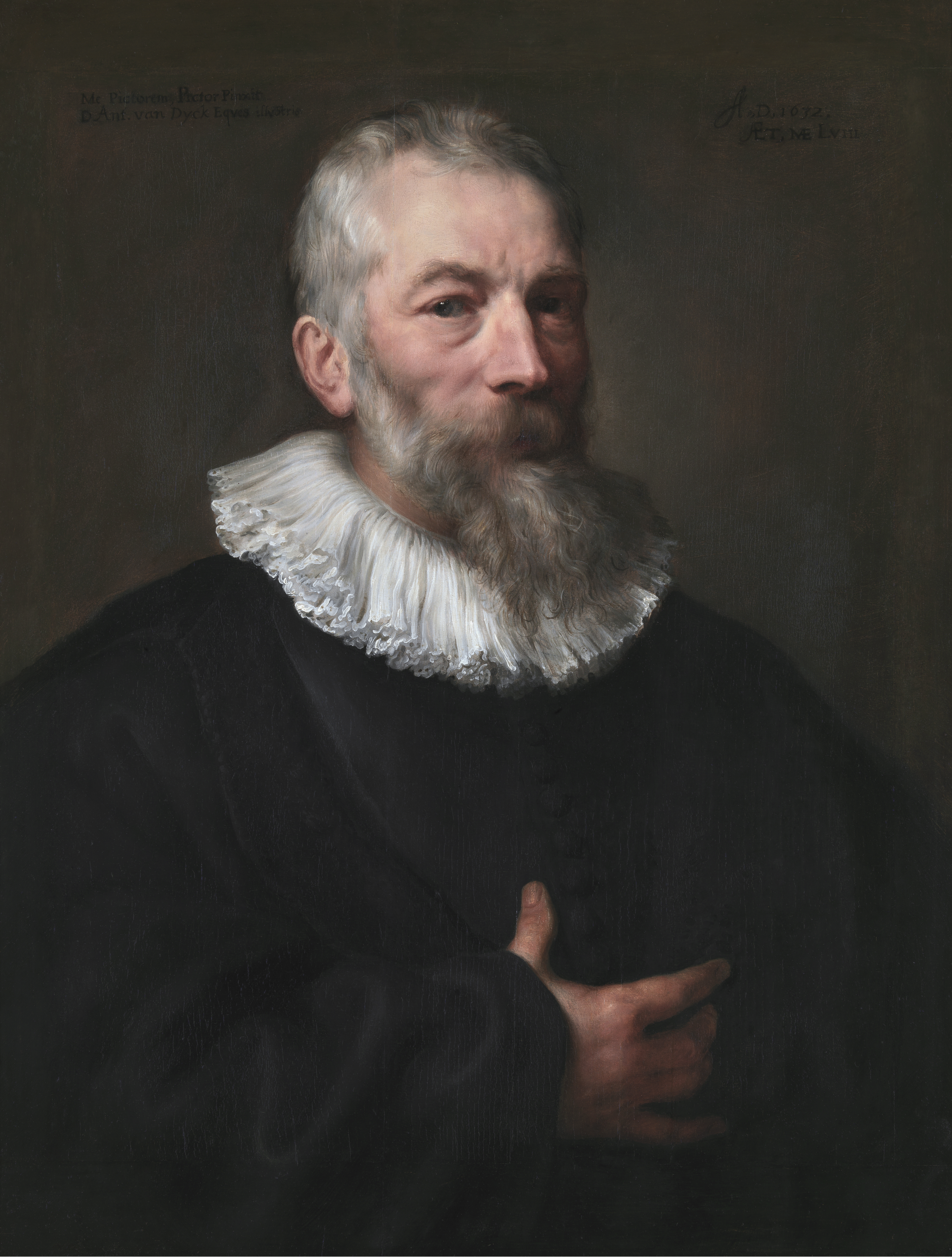
«Художник Мартен Піпін»
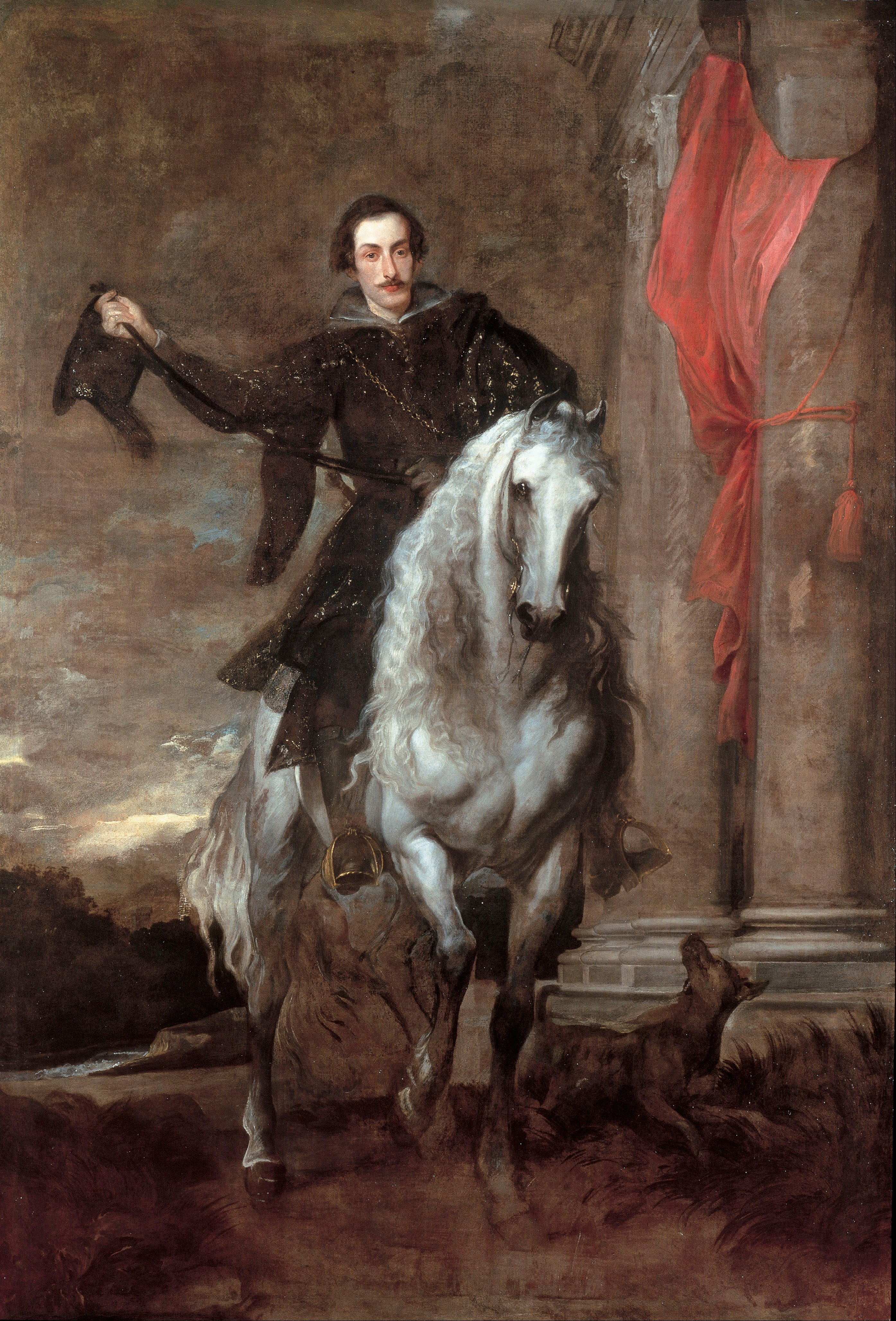
«Маркіз Салє»
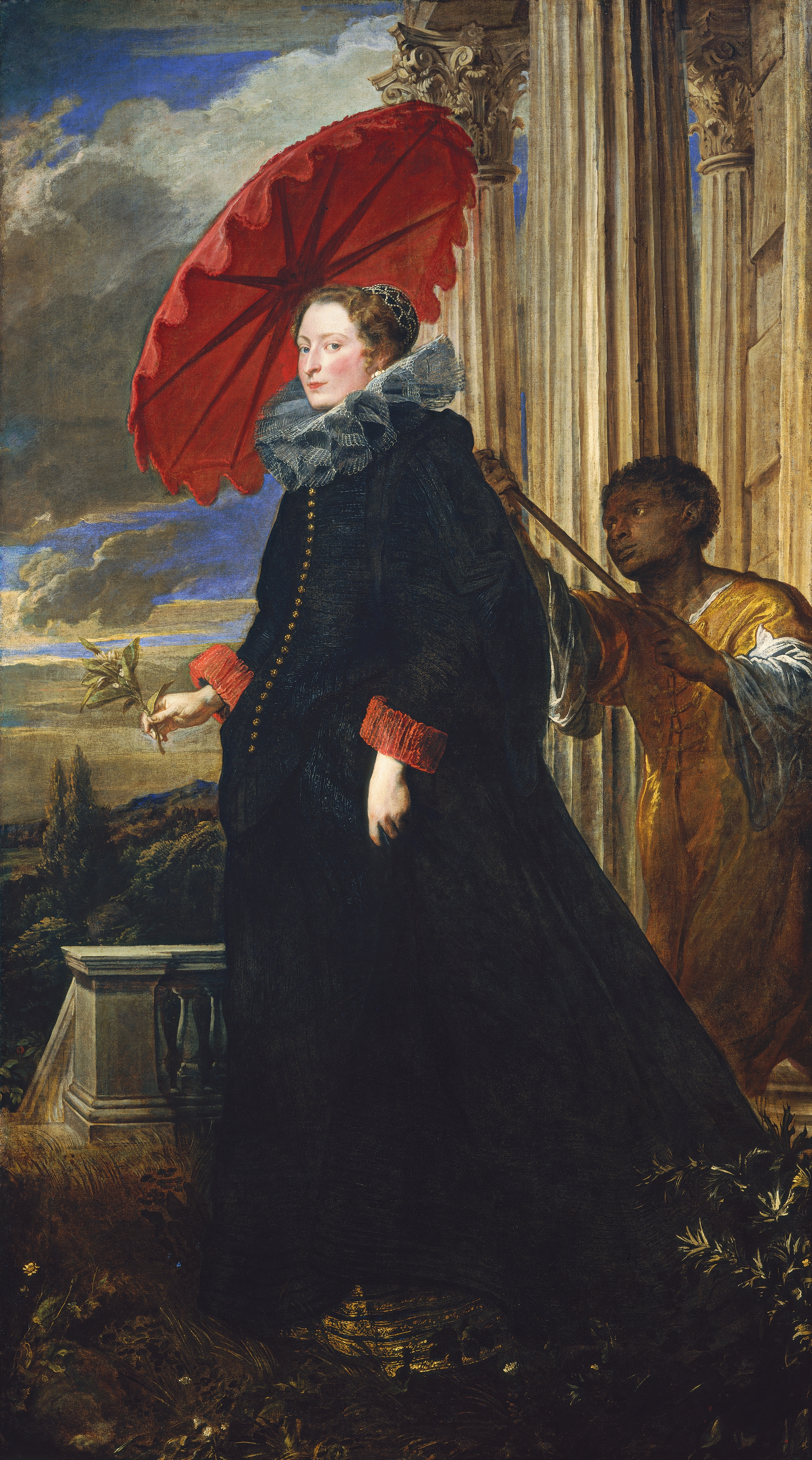
«Маркіза Елена Грімальді»
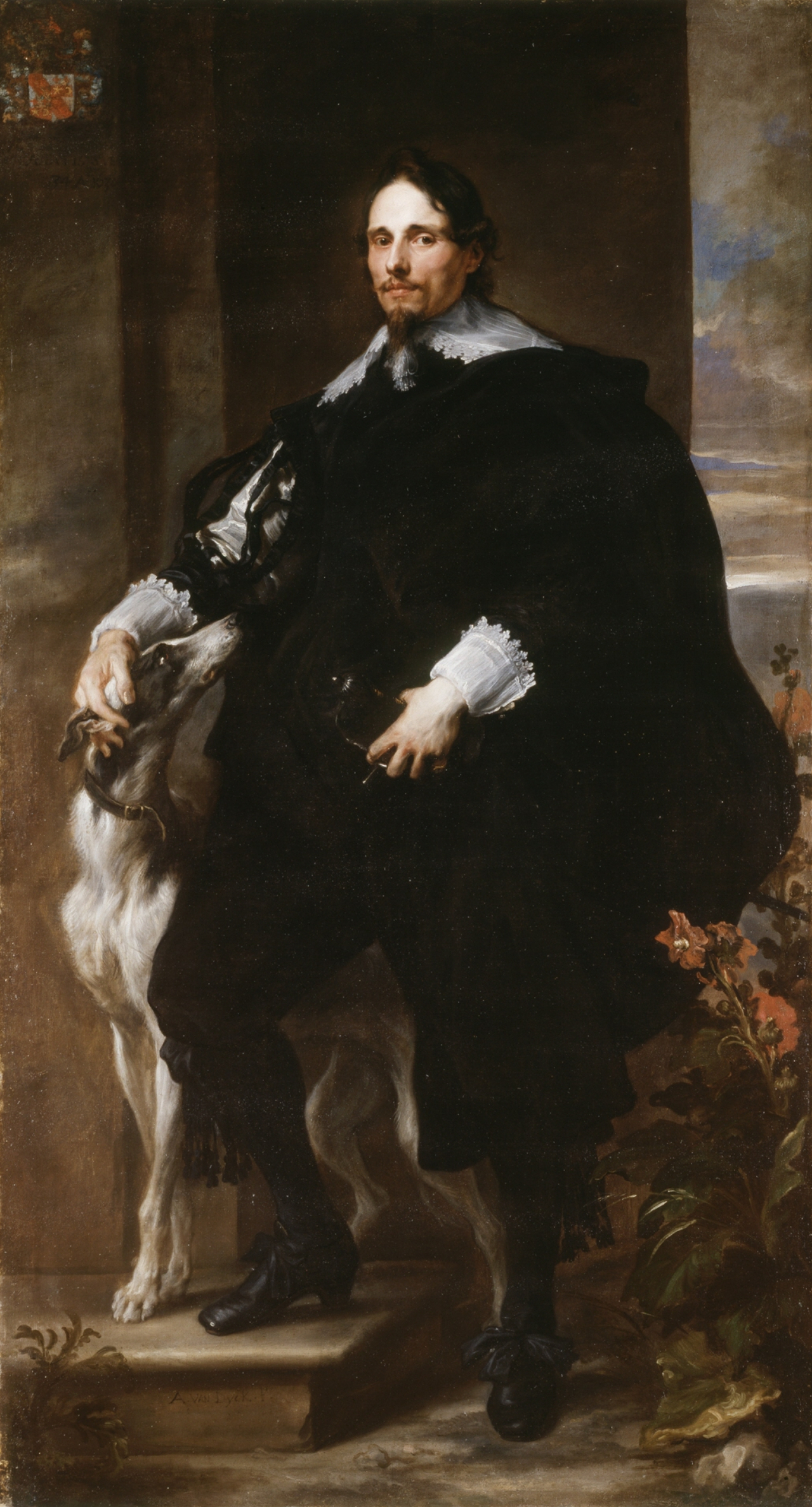
«Філіп ле Рой»
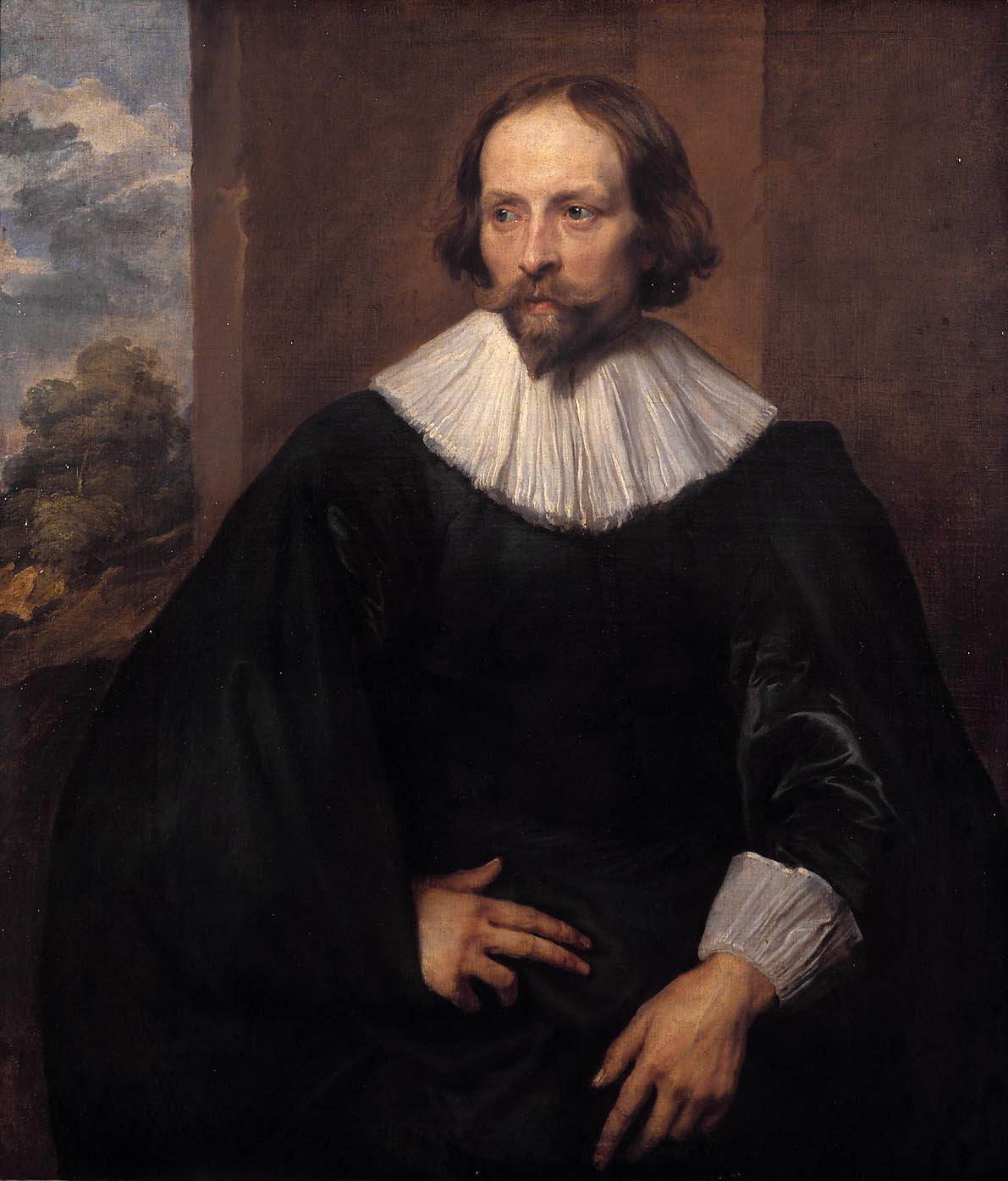
«Художник Квентін Симонс»
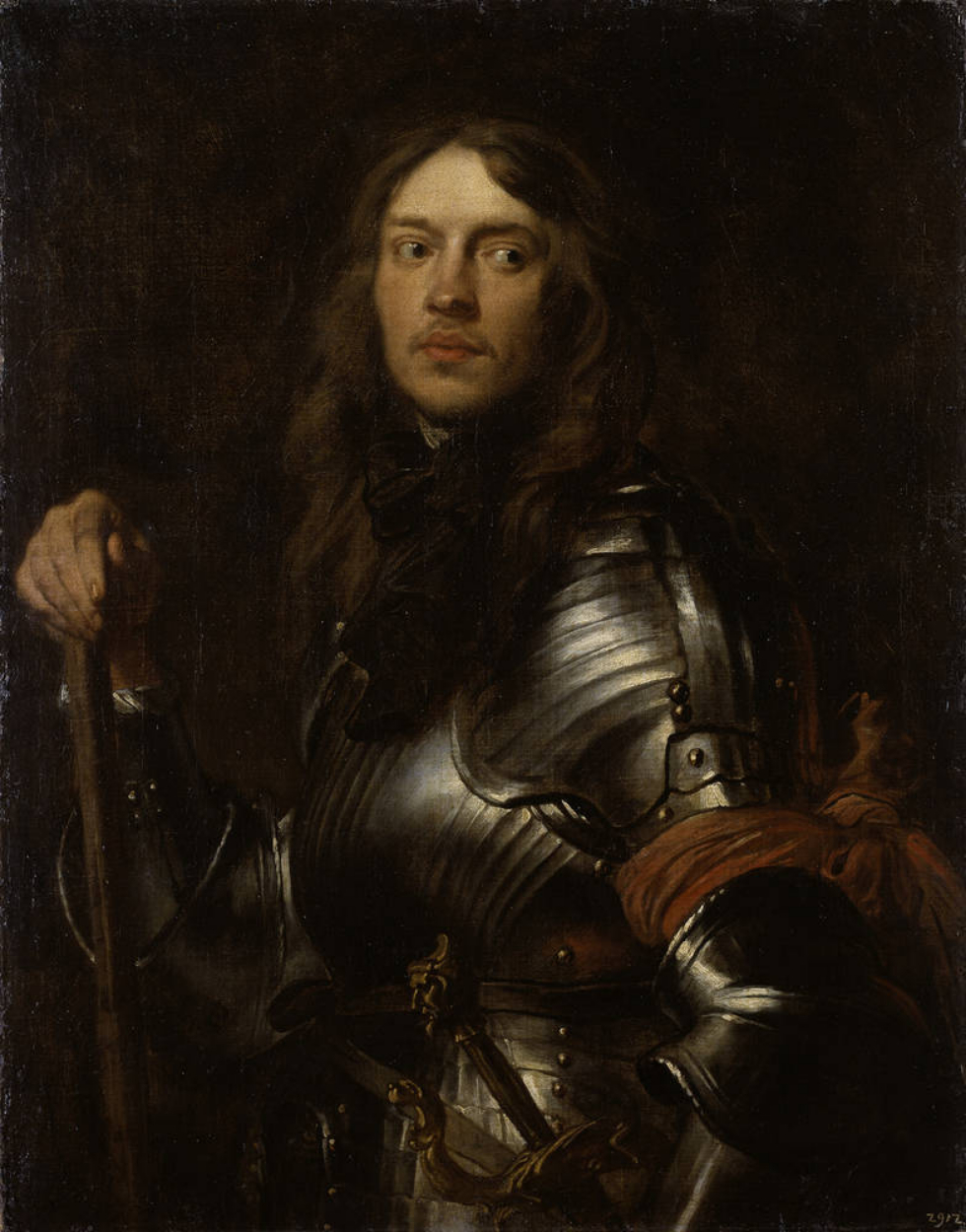
«Військовий в обладунках»
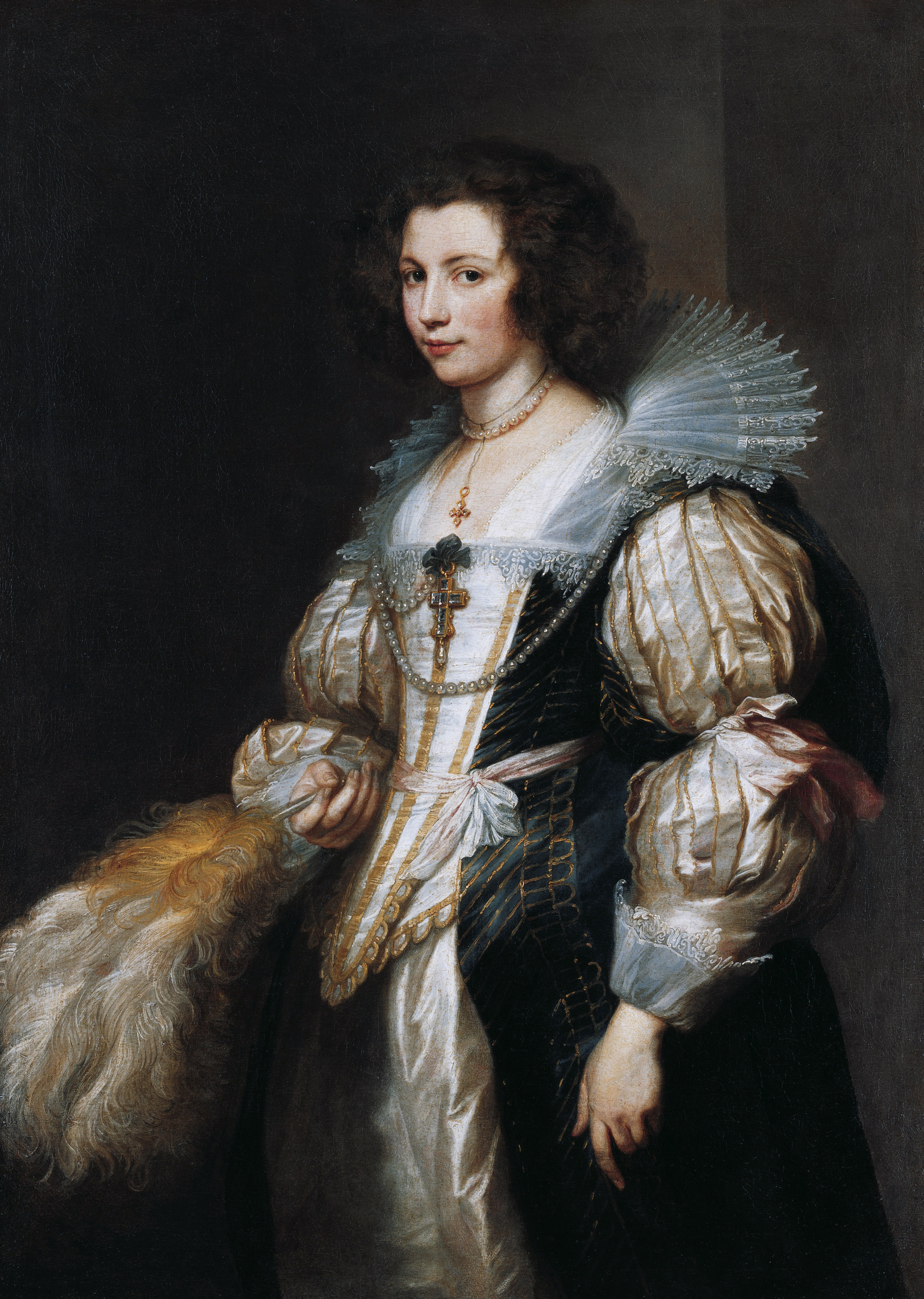
«Марія-Луїза де Тассіс»
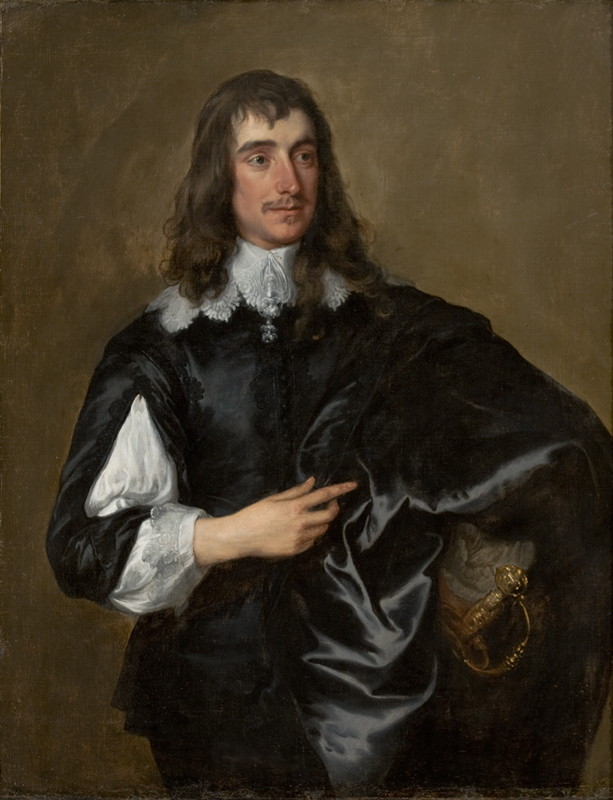
«Вільям Ховард»
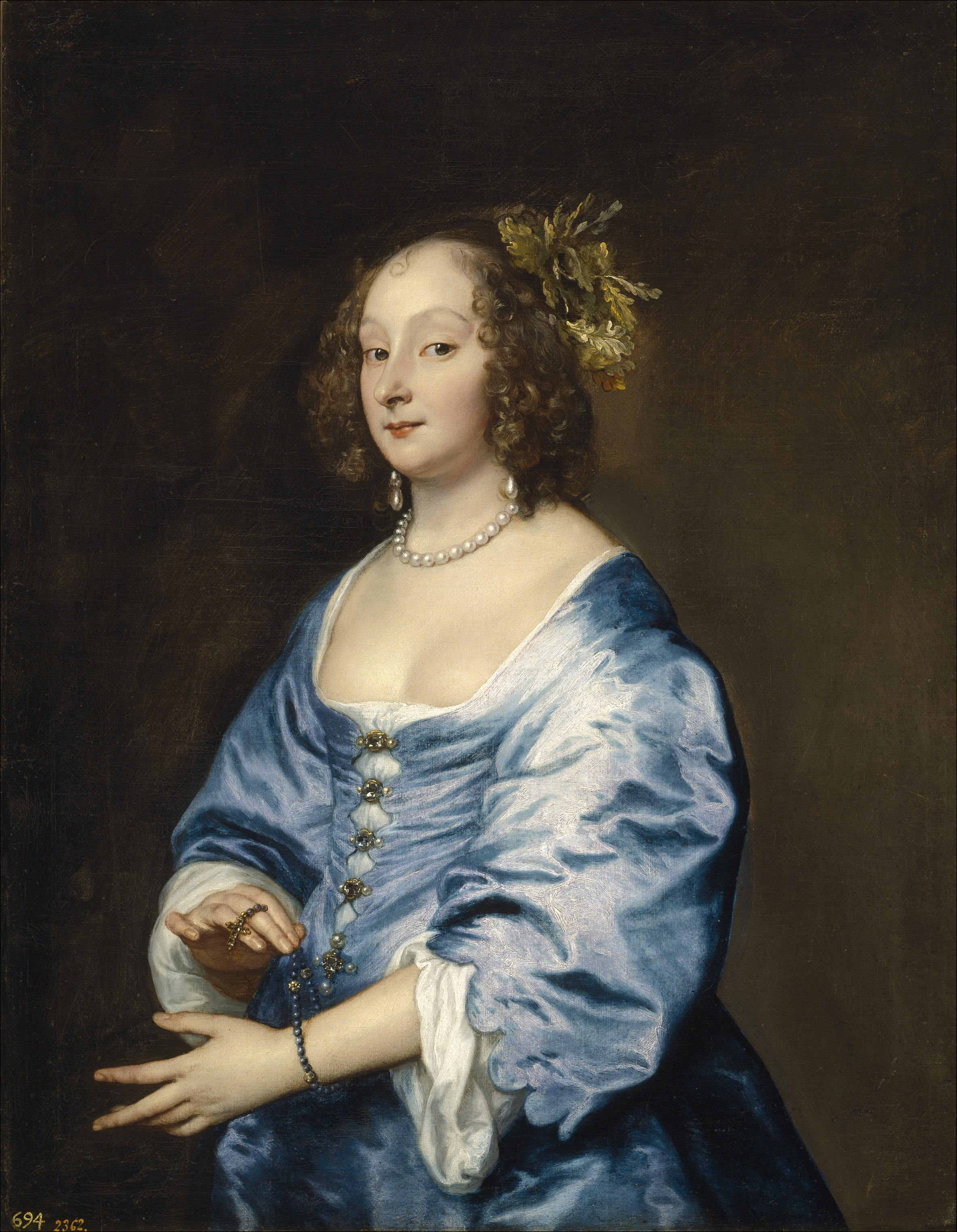
«Мері Рутвен»